# Oxidercia denticulosa
Oxidercia denticulosa är en fjärilsart som beskrevs av Walker 1865. Oxidercia denticulosa ingår i släktet Oxidercia och familjen nattflyn. Inga underarter finns listade i Catalogue of Life.